# Пряничный домик

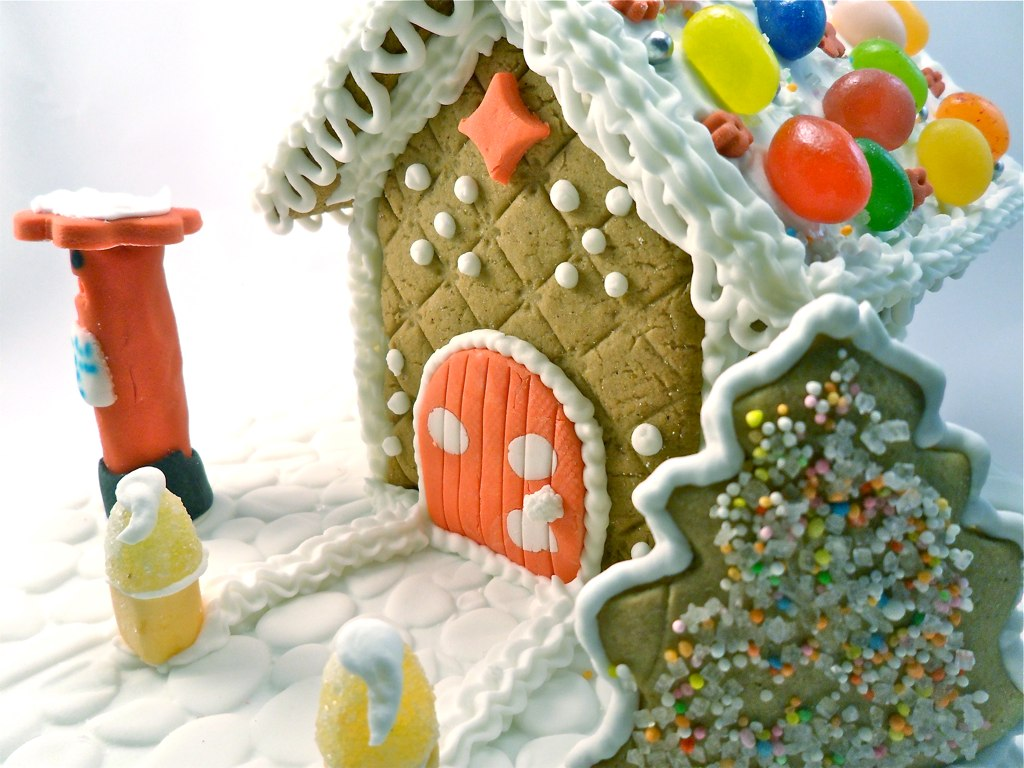
Пряничный домик

Пря́ничный до́мик — кондитерское изделие из пряничного теста.

## Приготовление
Домик обычно состоит из нескольких коржей (четырёх «стен» и «крыши»). 
Изготовленные коржи смазывают яйцом, выпекают и охлаждают. Затем из этих «деталей», скрепляя их между собой спичками или зубочистками, или склеивая густым сахарным сиропом, собирают домик. «Стыки» между коржами снаружи покрывают сахарной или шоколадной глазурью. 

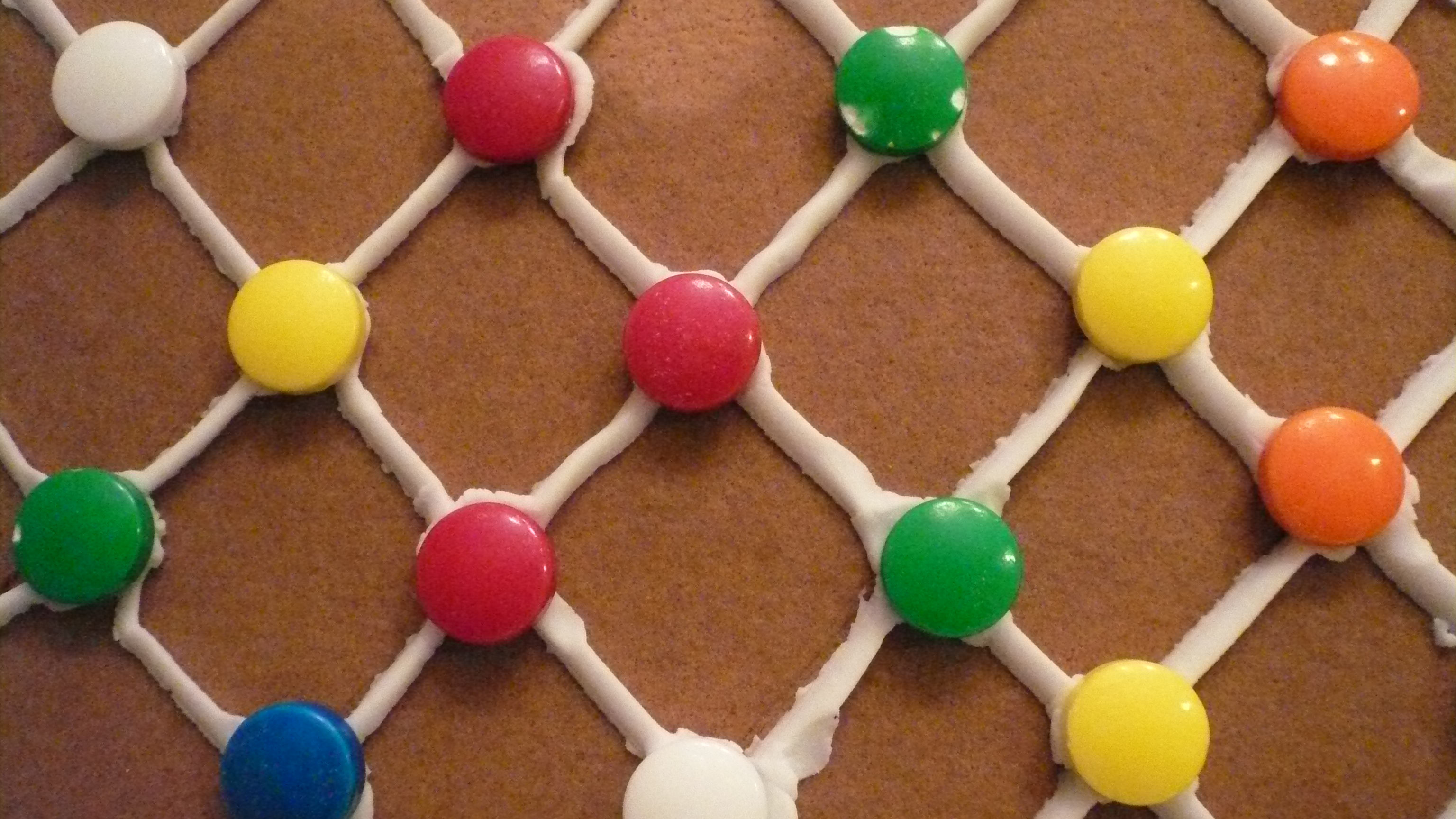
Стена пряничного домика

Пряничный домик нередко украшают различными декоративными элементами: это могут быть фигурки зверей, деревья, цветочки, сердечки и др., а также роспись из крема. Большинство элементов домика (в том числе и украшения) изготавливаются из пряничного теста и покрываются глазурью различных цветов.
Существует множество разновидностей пряничных домиков. Это могут быть как обычные маленькие, так и целые замки и особняки. Также с использованием пряничного теста изготавливают уменьшенные копии известных сооружений: например, лондонский Биг-Бен и Эмпайр-Стейт Билдинг в Нью-Йорке.

## В России

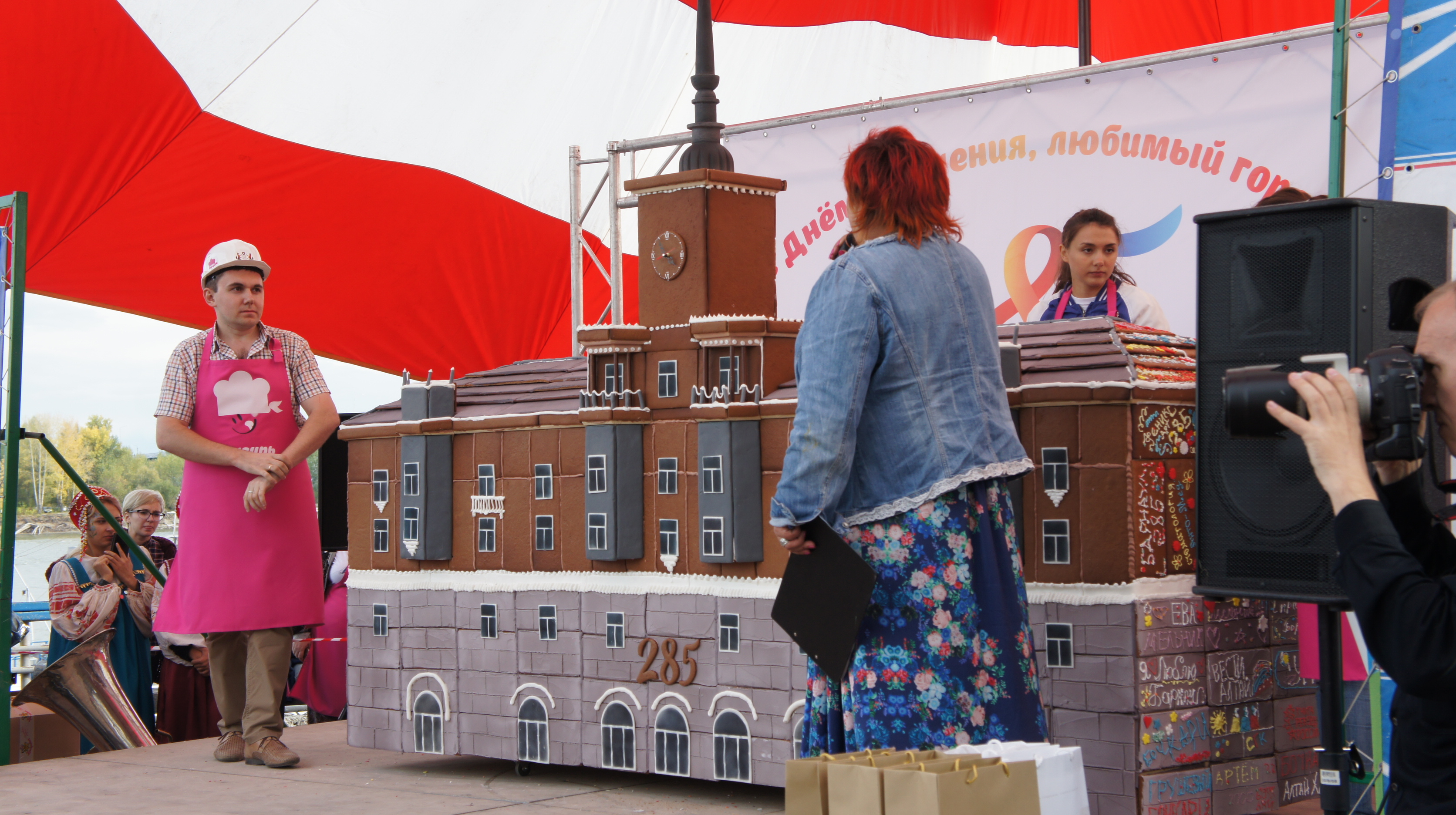
Пряничный Дом под шпилем в Барнауле - крупнейший в России

5 сентября 2015 года во время празднования 285-летия Барнаула был поставлен рекорд России - изготовлен самый большой в стране пряничный домик в виде Дома под шпилем, на изготовление которого ушло более 100 кг теста и крема.

## Рекорды
Исполнительный су-шеф в отеле New York Marriott Marquis Джон Лович побил рекорд самой большой пряничной деревни с 135 жилыми и 22 коммерческими зданиями с канатными дорогами и поездом, также сделанными из имбирных пряников. Он был представлен в Нью-Йоркском зале науки.

## Пряничный городок (Pepperkakeby)

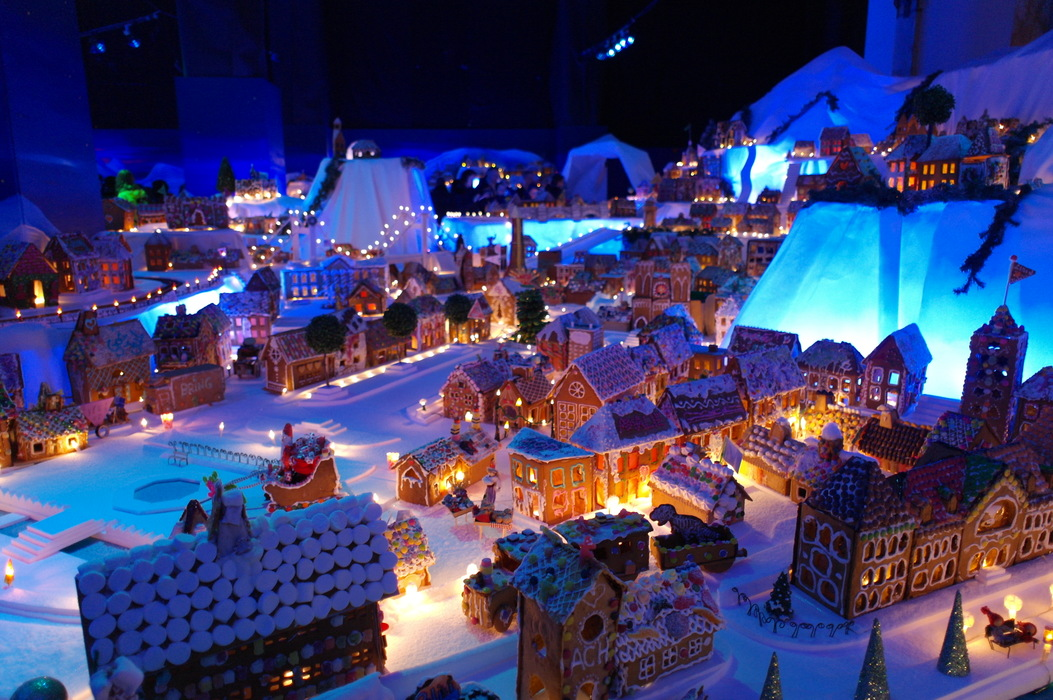
Пряничный городок в Бергене, 2013. Фото Любавы Малышевой.

В скандинавских городах, а также в некоторых городах других стран устраивают рождественские пряничные городки. Самый крупный пряничный городок делают в Бергене с 1991 года. Его собирают из выпечки, принесённой горожанами. Ребенок, который приносит домик, получает билеты для "своих" взрослых бесплатно. Многие организации, а также детские сады, школы и политические активисты делают "именные" здания или инсталляции, в том числе политические. Для городка выделяется большое помещение или строится павильон, при постройке учитывается география Бергена, обязательно изготавливается площадь с "синим камнем", контурами залива, прудом и знаковыми зданиями, имитируются горные домики и корабли. В 2009 году бергенский городок был атакован вандалом, с тех принято выставлять круглосуточную охрану. Пряничный городок посещает множество горожан. Иногда в пряничном городке устраиваются горки для детей. Открывать городок приходит мэр, выступают хоры. После выставки, которая продолжается месяц, все постройки уничтожаются. 
Бергенский пряничный городок в разные годы: 2010, 2011, 2012, 2013, 2014. Сайт Бергенского пряничного городка http://www.pepperkakebyen.org/